# NRP Cisne (P1165)
O NRP Cisne é uma lancha rápida de fiscalização e patrulhamento da marinha portuguesa da Classe Albatroz. Foi construída no Arsenal do Alfeite e entrou ao serviço da marinha em 31 de Março de 1976. Em 1999, foi alterada para assumir as funções que desempenhou até 22 Novembro de 2018.